# Tanz mit dem Kaiser
Tanz mit dem Kaiser ist ein deutscher Ausstattungsfilm aus dem Jahre 1941. Unter der Regie von Georg Jacoby spielen seine Ehefrau Marika Rökk sowie Wolf Albach-Retty und Axel von Ambesser die Hauptrollen. Der Geschichte liegt das Lustspiel Die Nacht in Siebenbürgen von Nikolaus Asztalos zugrunde.

## Handlung
Österreich, in der zweiten Hälfte des 18. Jahrhunderts. Kaiser Joseph II. ist ein feinsinniger und kulturbeflissener Monarch, dessen ganze Liebe der hohen Kunst, der Literatur und der Musik, alten Uhren und schönen Büchern gilt. Seiner mitregierenden Mutter Kaiserin Maria Theresia missfällt es sehr, dass der junge Monarch so gar kein Interesse am weiblichen Geschlecht zeigt, denn das Land benötigt dringend einen Thronfolger. Die Kaiserin will daher ihren Sohn unbedingt verheiraten und glaubt, nach vielen fruchtlosen Bemühungen, in Caroline von Sachsen eine passende Partnerin gefunden zu haben. Wieder täuscht Joseph vor, wegen vorgeblich „dringender Geschäfte“ den Hof in Wien überstürzt verlassen zu müssen. Warum nicht in das Kronland Siebenbürgen verreisen? Das liegt schön weit weg vom Hof, von der eigenen Mutter und jeder heiratswilligen jungen Dame, denkt sich Joseph und macht sich auf den Weg. Passenderweise ist dort auf dem Balkan gerade der letzte von Österreich entsandte Gouverneur gestorben, und so könnte man ja vor Ort einmal nach dem Rechten sehen. Rittmeister von Kleber, Josephs treuer Adjutant, der ihn auf diese Idee gebracht hatte, folgt Seiner Majestät mit großem Gepäck. Unterwegs aber erleidet er mit seiner Kutsche einen Radbruch und kommt dementsprechend nicht nach.
Mit einiger Verzögerung trifft von Kleber, der wie sein oberster Chef ebenfalls Josef mit Vornamen heißt, auf einem Gut in Siebenbürgen ein. Dort feiert die Baronin Christine von Alwin gerade das Osterfest. Kleber mischt sich unauffällig unter die Leute und wird von der Gutsherrin ausgemacht. Sie hat von der Reise des Kaisers gehört und nimmt nun an, dass er, Josef, der Monarch aus dem fernen Wien sein müsse und hier ganz inkognito Rast mache. Man ist sich sehr schnell sympathisch und verbringt eine gemeinsame Liebesnacht. Den „kaiserlichen“ Irrtum aufzuklären, gelingt dem Rittmeister-Josef trotz aufrichtiger Bemühung jedoch nicht. Am nächsten Morgen hat der Rittmeister keine Zeit mehr, sich großartig von seiner Christine zu verabschieden, denn Pflicht ist Pflicht und selbige ruft. Der Kaiser muss schnellstmöglich eingeholt werden. Da dem Monarchen jedoch zugetragen wurde, dass die Braut in spe, Caroline von Sachsen, Wien bereits wieder verlassen habe, gibt es für den Herrscher keinen Grund mehr, in der tiefsten Provinz zu versauern, und so begibt er sich augenblicklich auf die Heimreise nach Wien.
Derweil verzehrt sich Christine nach ihrem ganz persönlichen „Kaiser“, dem Rittmeister Josef von Kleber, und entschließt sich dazu, ihrem „lieben Joseph“ einen Brief zu schreiben, in dem sie festhält, er möge sie doch bitte nicht vergessen. Am Hof bekommt Kaiserin Maria Theresia den Brief in die Hände und ist heilfroh, dass ihr Sohn in der Fremde offensichtlich endlich einmal eine Frau gefunden zu haben scheint, für die er sich interessiert. Sofort wird Christine von Ihrer Majestät an den Hof eingeladen. Wenn auch nicht ganz standesgemäß, erscheint die junge Baronin doch immerhin vorzeigbar. Christine reist nach Schönbrunn und muss enttäuscht feststellen, dass Joseph II. nicht „ihr“ Josef ist. Sie heult sich an der Brust des Kaisers aus, der darüber derart gerührt ist, dass er ihr verspricht, den „Schurken“, der sich unter seinem Namen ausgibt, aufzuspüren und natürlich augenblicklich mit dem Tode zu bestrafen. Da Rittmeister Kleber immer dort ist, wo sich sein Herrscher aufhält, bleibt es nicht aus, dass Christine bald auf ihren Liebsten trifft. Sie macht ihm wütend eine Szene und würdigt ihn anschließend keines Blickes mehr.
Um Kleber herauszufordern und zu ärgern, beginnt Baronin Christine nunmehr, ganz zur Freude seiner Mutter Maria-Theresia, mit dem echten Kaiser anzubandeln, in der Hoffnung, dass dieser Interesse an ihr zeigen möge. Und tatsächlich beginnt Joseph, sich in die temperamentvolle junge Ungarin aus Siebenbürgen zu verlieben. Zu seinem Geburtstag lädt Joseph II. Christine in seine Gemächer ein. Das passt Rittmeister Josef nun ganz und gar nicht in den Kram, er interveniert und macht seinem Monarchen klar, dass er die älteren Ansprüche besitze. Christine, die nur darauf gewartet hat, ist ihrem Josef wieder gut, doch Seine Majestät hält sich an das Versprechen, das er der Baronin gegenüber gegeben hat, und lässt den mutmaßlichen Hallodri, der sich für ihn ausgegeben hatte, von seiner Wache festnehmen. Vor Gericht soll der Rittmeister zu seiner Namensanmaßung Stellung nehmen. Schließlich aber interveniert Maria-Theresia und verhindert, dass ein Todesurteil gegen den anderen Josef ausgesprochen wird. Mit Christine im Schlepptau darf Rittmeister von Kleber Wien verlassen. Er wird als neuer Gouverneur nach Siebenbürgen entsandt, während sich Joseph II. nun wieder ganz seiner großen Liebe, der Kunst, widmen kann.

## Produktionsnotizen
Tanz mit dem Kaiser entstand ab dem 2. April 1941 bis Mitte Juni 1941 (Atelieraufnahmen) und ab dem 27. Juni 1941 (Außenaufnahmen im Schloss Schönbrunn und in Siebenbürgen). Der Film passierte die Zensur am 17. Dezember 1941 und wurde am 19. Dezember 1941 im Wiener Scala-Kino uraufgeführt. Die Berliner Premiere war am 28. April 1942. Am 26. März 1978 erfolgte im Dritten Programm des Bayerischen Rundfunks die deutsche Fernseherstausstrahlung.
Der Film war mit Produktionskosten in Höhe von etwa 2.307.000 RM recht kostspielig, galt aber dennoch als Kassenerfolg. Auch im Ausland lief Tanz mit dem Kaiser erfolgreich. Marika Rökk, die zu den Schweizer Premieren nach Zürich und Basel einreiste, musste bereits bei ihrer Ankunft am Bahnhof von zehn Schweizer Polizisten vor einer großen Menge von Fans und Autogrammsammlern geschützt werden. Im Herbst 1943 war der Streifen wiederum einer von drei deutschen Filmbeiträgen im Rahmen der Internationalen Filmausstellung im portugiesischen Luxusbadeort Estoril. Auch dorthin reiste Marika Rökk als Ehrengast an, wie die Münchner Neueste Nachrichten vom 6. Oktober 1943 zu berichten wussten
Herstellungsgruppenleiter Max Pfeiffer übernahm auch die Herstellungsleitung. Die Filmbauten schuf Erich Kettelhut, für den Ton sorgte Walter Rühland. Herbert Ploberger entwarf die umfangreichen Kostüme. Die Tänze studierte Sabine Ress ein. Es tanzten Marika Rökk, Jockel Stahl und Willy Schulte-Vogelheim.

## Musiktitel
Folgende Musiktitel wurden gespielt:
- Es kann im Himmel bestimmt auch nicht schöner sein
- Frühling in Wien (Gesang: Marika Rökk und Wolf Albach-Retty)
- Nachtigall, ich hör‘ dich singen (Gesang: Marika Rökk und die Mägde)
- Palotás
- So schön wie heut‘, so müßt‘ es bleiben (zweimal Gesang: Marika Rökk)

## Kritiken
„‚Der Tanz mit dem Kaiser‘ gehört zu jener Art von historischen Kostümfilmen, in denen mit großem Aufwand möglichst genau die Atmosphäre einer Zeitepoche eingefangen wird. (…) Damit wäre so ziemlich alles in Ordnung, und wir hätten nichts einzuwenden, denn der Film ist recht geschickt aufgenommen und bietet eine Fülle von prächtigen Szenen. Auch darstellerisch befriedigt der Film durchweg. Was wir beanstanden, ist die Art, wie der Geist, der an diesem Hofe herrscht … zur Darstellung gebracht wird. Gewiß waren diese höfischen Menschen keine Heilige, und die Atmosphäre, in der sie sich bewegten, war recht leichtsinnig und frivol. Aber es gibt gewisse Dinge, die ein edeldenkender Mensch zart verschweigt und lieber im Dunkeln läßt. Es widerstrebt unserem Gefühl für Billigkeit und Anstand, daß man auf den frivolen Seiten eines Hofs … mit offensichtlichem Wohlgefallen verweile (…) Ein Film also, den wir trotz technischer und darstellerischer Qualitäten nicht empfehlen können.“

Boguslaw Drewniak meinte: „So nett der Film war, die richtige Atmosphäre des Theaterstückes hatte er … nicht. Sowohl das Theaterstück als auch der Film kokettierten mit historischen Gewändern. Im Film blitzte aber nur weniger subtil die politische Aktualität hervor“.
Das Lexikon des Internationalen Films fand, der Film sei mit „Franz-Grothe-Schlagern (So schön wie heut', so müßt' es bleiben") und Tanznummern vor dürftigen Kulissen glanzlos aufbereitet; eine der schwächsten Vorstellungen von Marika Rökk.“